# BAE Systems Tempest
O BAE Systems Tempest  é um conceito de aeronave de combate proposto que está em desenvolvimento no Reino Unido e Itália para ser utilizado Royal Air Force (RAF) britânica e pela Aeronautica Militare italiana (AMI).   Está sendo desenvolvido por um consórcio conhecido como "Team Tempest",  constituído pelo Ministério da Defesa do Reino Unido, BAE Systems, Rolls-Royce, Leonardo Sp A. e MBDA, com previsão de entrar em serviço a partir de 2035, substituindo a aeronave Eurofighter Typhoon em serviço pela RAF e pela AMI. Dois bilhões de libras serão gastos pelo governo britânico no projeto até 2025. 
Em 19 de julho de 2019, a Suécia e o Reino Unido assinaram um memorando de entendimento para explorar o desenvolvimento conjunto de tecnologias de combate aéreo de sexta geração.  A Itália anunciou seu envolvimento no Projeto Tempest em 10 de setembro de 2019, durante o DSEI 2019.  A Declaração de Intenções foi assinada entre os organismos participantes do Reino Unido e empresas italianas (Leonardo Itália, Elettronica, Avio Aero e MBDA Itália).

## Desenvolvimento
O desenvolvimento do Tempest foi anunciado pelo secretário de Defesa britânico Gavin Williamson em 16 de julho de 2018 no Farnborough Airshow como parte da Combat Air Strategy. Tempest será um caça a jato de sexta geração que incorpora várias novas tecnologias. 
A RAF teve um caça de nome semelhante na Segunda Guerra Mundial, que também foi o sucessor de um caça chamado typhoon. 

## Projeto
O tempest poderá voar sem tripulação e usar a tecnologia de enxame para controlar drones. Incorporará a tecnologia de aprendizado profundo da inteligência artificial e possuirá armas de energia direcionada.   Outra parte da tecnologia que está sendo projetada no Tempest é a chamada Capacidade de Engajamento Cooperativo, a capacidade de cooperar no campo de batalha, compartilhando dados e mensagens do sensor para coordenar ataques ou defesa.  O Tempest apresentará uma turbina com mecanismo de ciclo adaptável e um cockpit virtual mostrado no visor montado do capacete do piloto. 